# 皮特凯恩群岛元
皮特凯恩群岛元（英語：Pitcairn Islands dollar）是英国海外领土皮特凯恩群岛的法定货币之一。
皮特凯恩群岛的主要货币为新西兰元。但自1988年以来，该领土发行了纪念性质的皮特凯恩群岛元硬币。尽管皮特凯恩群岛元是法定货币，与新西兰元保持等值挂钩，但它在日常流通中并不常用，主要用于通过向收藏家出售硬币及其他钱币收藏品为领土创收。出售硬币和相关收藏品是该领土的重要收入来源之一。根据2023年人口普查，该群岛总人口仅为34人，4个岛屿中只有1个有人居住，因此并不需要本地货币。硬币在皮特凯恩群岛微型经济中占据重要地位，有助于为政府提供资金支持，而政府的收入大多是固定和补贴性的。